# Lydda perlucida
Lydda perlucida är en insektsart som beskrevs av Van Stalle 1992. Lydda perlucida ingår i släktet Lydda och familjen Derbidae. Inga underarter finns listade i Catalogue of Life.